# Jitka
Jitka ist:
- als Variante von Judith ein tschechischer weiblicher Vorname.[1]
- der nach Jitka Beneš[2] benannte Asteroid (3395) Jitka

## Bekannte Namensträgerinnen
- Jitka Bartoničková (* 1985), tschechische Sprinterin
- Jitka Čechová (* 1971), tschechische Pianistin
- Jitka Gruntová (* 1945), tschechische Historikerin
- Jitka Hanzlová (* 1958), tschechisch-deutsche Fotografin
- Jitka Karlíková (* zwischen 1937 und 1948), tschechoslowakische Tischtennisspielerin
- Jitka Lacinová (* 1969), tschechische Badmintonspielerin
- Jitka Landová (* 1990), tschechische Biathletin
- Jitka Pešinová (* 1977), tschechische Biathletin
- Jitka ze Schweinfurtu/ze Svinibrodu (*1003 †2. August 1058), Herzogin von Böhmen, siehe Judith von Schweinfurt